# Straßgang
Straßgang est le 16e arrondissement de la ville autrichienne de Graz, capitale de la Styrie. Il est situé dans le sud-ouest de la ville. Il avait 18 213 habitants au 1er janvier 2021 pour une superficie de 11,75 km2.